# Kawachinagano
Kawachinagano (河内長野市 -shi) é uma cidade japonesa localizada na província de Osaka.
Em 2003 a cidade tinha uma população estimada em 119 534 habitantes e uma densidade populacional de 1 090,54 h/km². Tem uma área total de 109,61 km².
Recebeu o estatuto de cidade a 1 de Abril de 1954.